# موزه شرلوک هولمز
موزه شرلوک هلمز یک موزه خصوصی در لندن، انگلستان است که به کارآگاه تخیلی معروف شرلوک هولمز اختصاص دارد. این موزه اولین موزه جهان است که ویژه شخصیت ادبی شرلوک هولمز ساخته شده است. موزه هولمز که در خیابان بیکر قرار دارد و در ۱۹۹۰ گشوده شد.  اگرچه موزه هولمز بین شماره های ۲۳۷ و ۲۴۱   و در نزدیکی انتهای شمالی خیابان بیکر در مرکز لندن، نزدیک به ریجنت پارک  قرار دارد، با مجوز شهر وست مینستر دارای شماره ۲۲۱بی است.
خانه با معماری جرجی که موزه هولمز در آن واقع است، در ۱۸۱۵ ساخته شده است.  از این خانه  از ۱۸۶۰ تا ۱۹۳۶ به عنوان پانسیون استفاده می‌شد  که دوره‌ای  از ۱۸۸۱ تا ۱۹۰۴ را پوشش می‌دهد که شرلوک هلمز و دکتر واتسون به عنوان مستاجر خانم هادسون در آنجا زندگی می‌کنند.  این خانه بخشی از نمای خیابان بیکر ۲۳۷-۲۴۱ است که با درجه دوم در فهرست میراث ملی انگلستان ثبت شده است.  در این موزه اقلامی از چندین اقتباس گوناگون از شخصیت شرلوک هلمز و بازآفرینی صحنه هایی از سریال شرلوک هلمز در شبکه تلویزیونی گرانادا (۱۹۸۴) به نمایش گذاشته شده است.

## اختلاف بر سر پلاک

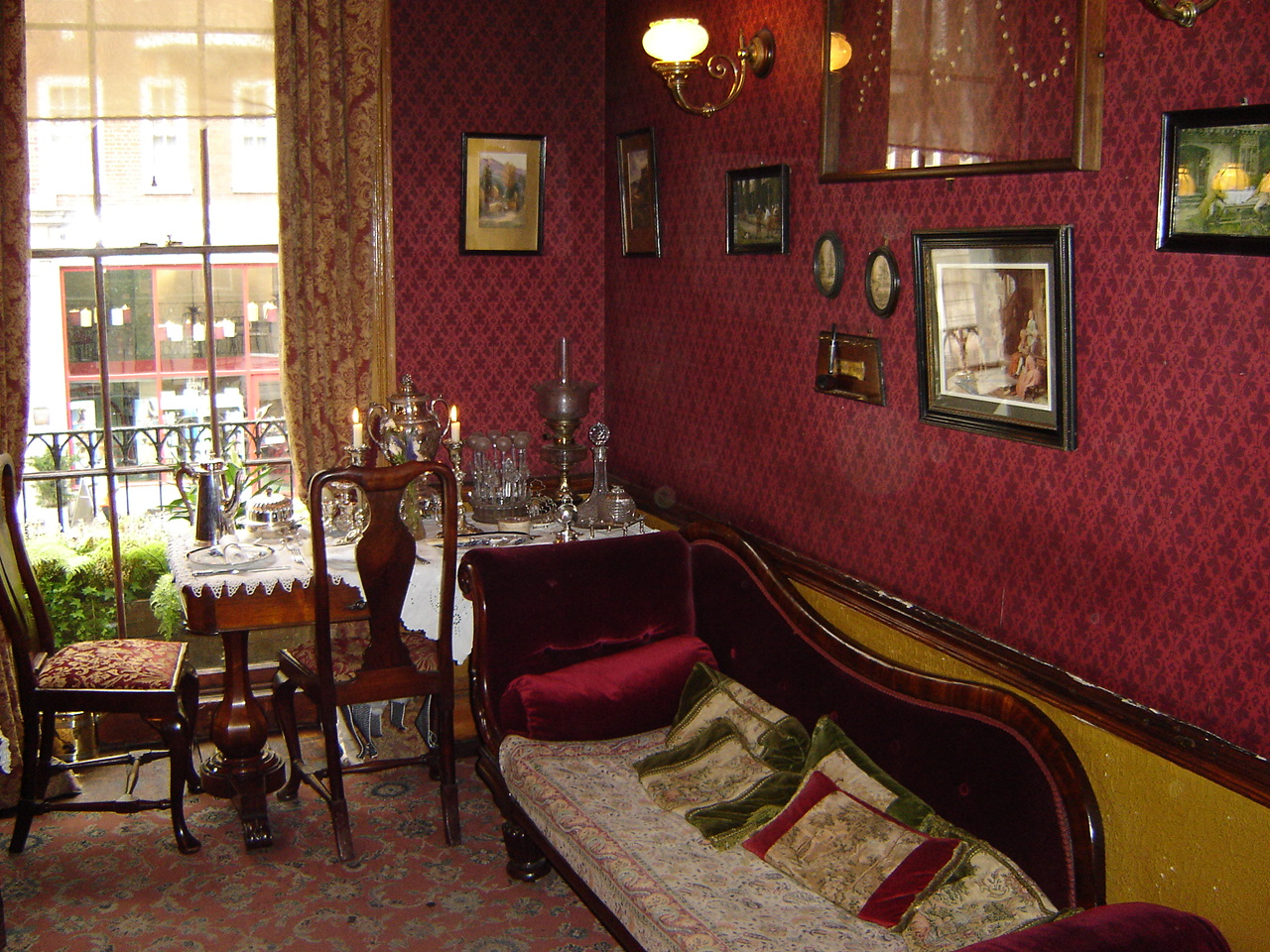
اتاق نشیمن در طبقه اول موزه

نشانی ۲۲۱بی موضوع مناقشه درازمدت بین موزه و ساختمان ابی نشنال مجاور بود. از دهه ۱۹۳۰، رویال میل نامه‌هایی به آدرس شرلوک هلمز را به بانک ابی تحویل می داد،  و آنها حتی یک منشی ویژه برای رسیدگی به چنین مکاتباتی استخدام کرده بودند. موزه چندین بار درخواست کرد که چنین نامه‌هایی به آنها تحویل داده شود، به این دلیل که مناسب‌ترین سازمان برای پاسخگویی به نامه‌ها بود، نه بانک، که کار اصلی آن وام دادن پول با بهره بود. اگرچه همه این ابتکارات ناموفق بودند، اما سرانجام در سال ۲۰۰۲، زمانی که انک ابی مقر خود را پس از هفتاد سال تخلیه کرد، مناقشه حل شد و نامه‌ها در حال حاضر به موزه تحویل داده می‌شوند. 

## اعتراض خانواده دویل

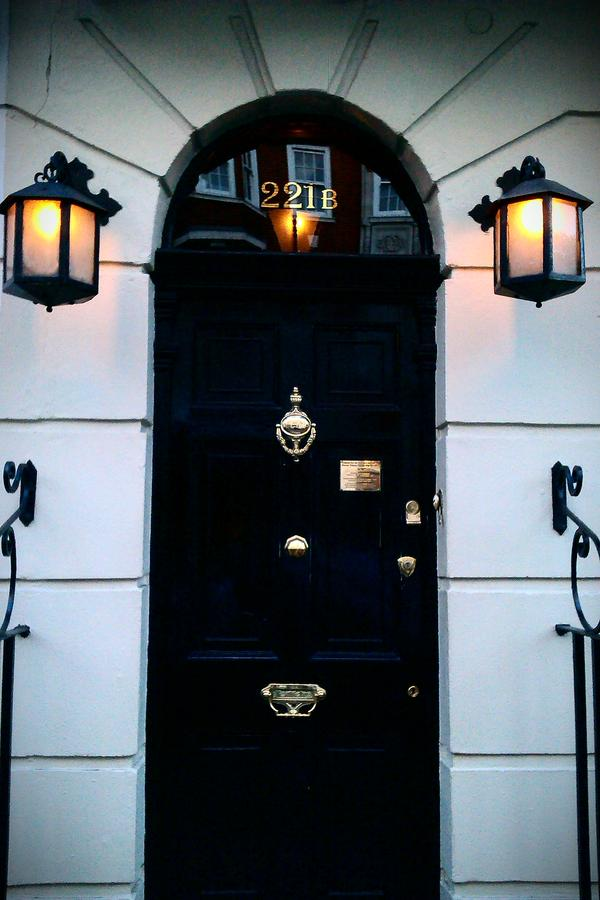
نمای جلویی ۲۲۱بی

ژان کنان دویل (دختر آرتور کنان دویل) عدم اشتیاق خود به ساخت موزه را هنگامی که از او در مورد آن سؤال شد به وضوح بیان کرد. او به شدت مخالف این ایده بود که آفرینش پدرش یک شخص واقعی است و می‌دانست که وجود موزه، این ایده را در ذهن بسیاری از آدم‌ها تقویت می‌کند که هلمز واقعاً وجود داشته است.  این ایده با وجود یک پلاک آبی یادبود در بیرون ساختمان که سال‌های اقامت فرضی هولمز را نشان می دهد، تقویت می‌شد. با این حال، ژان کنان دویل با حضور در افتتاحیه موزه شرلوک هلمز در سوئیس در ۱۹۹۱، از آن حمایت کرد.  پیشنهادی به خانم دویل داده شد تا اتاقی اختصاص پدرش در موزه لندن که ایجاد شود، اما این پیشنهاد از سوی او رد و آخرین دارایی‌های پدرش هم در حراجی‌ها فروخته شد.

فضای داخلی
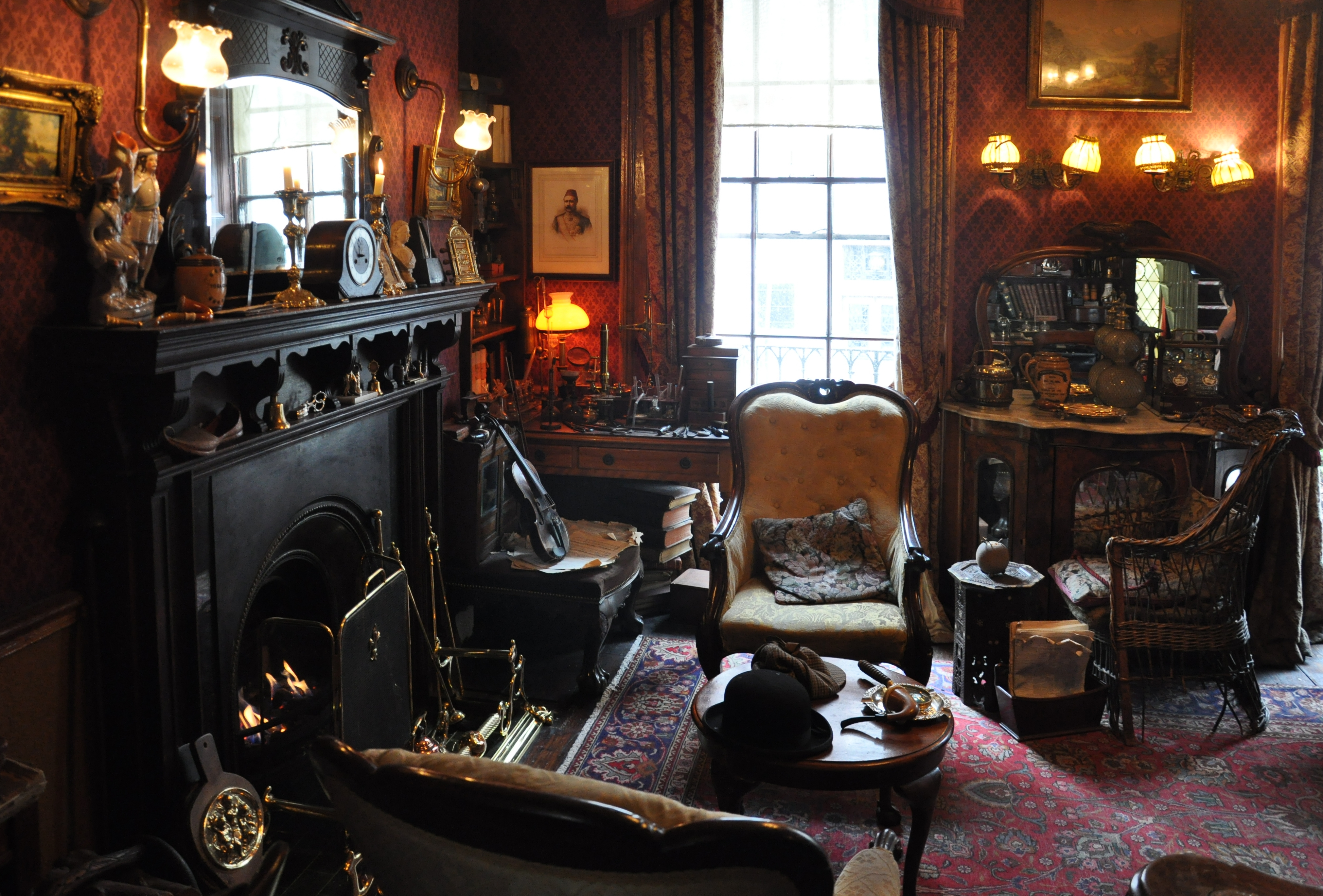
«اتاق نشیمن»
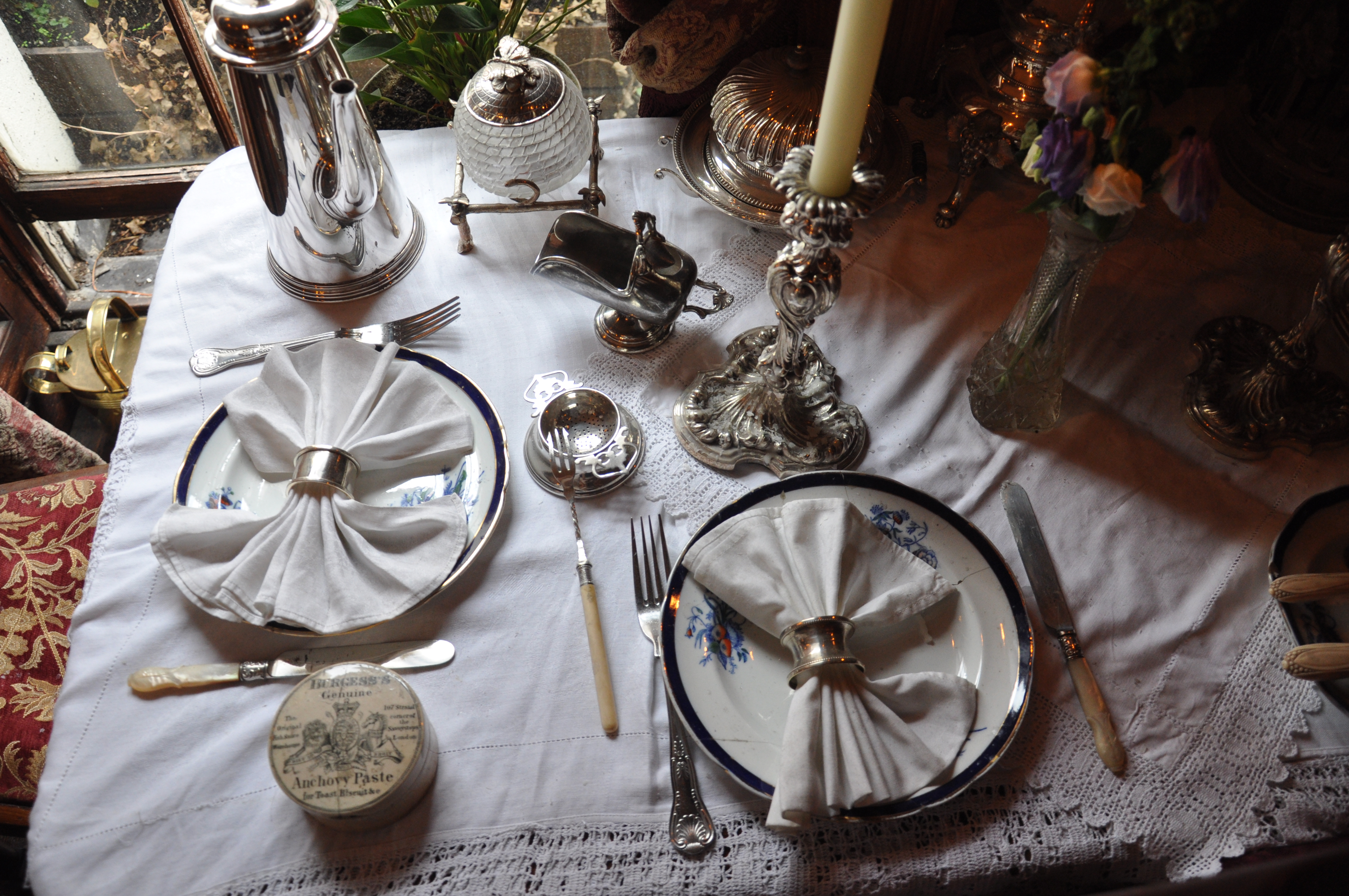
میز چیده شده در "اتاق شرلوک هلمز"
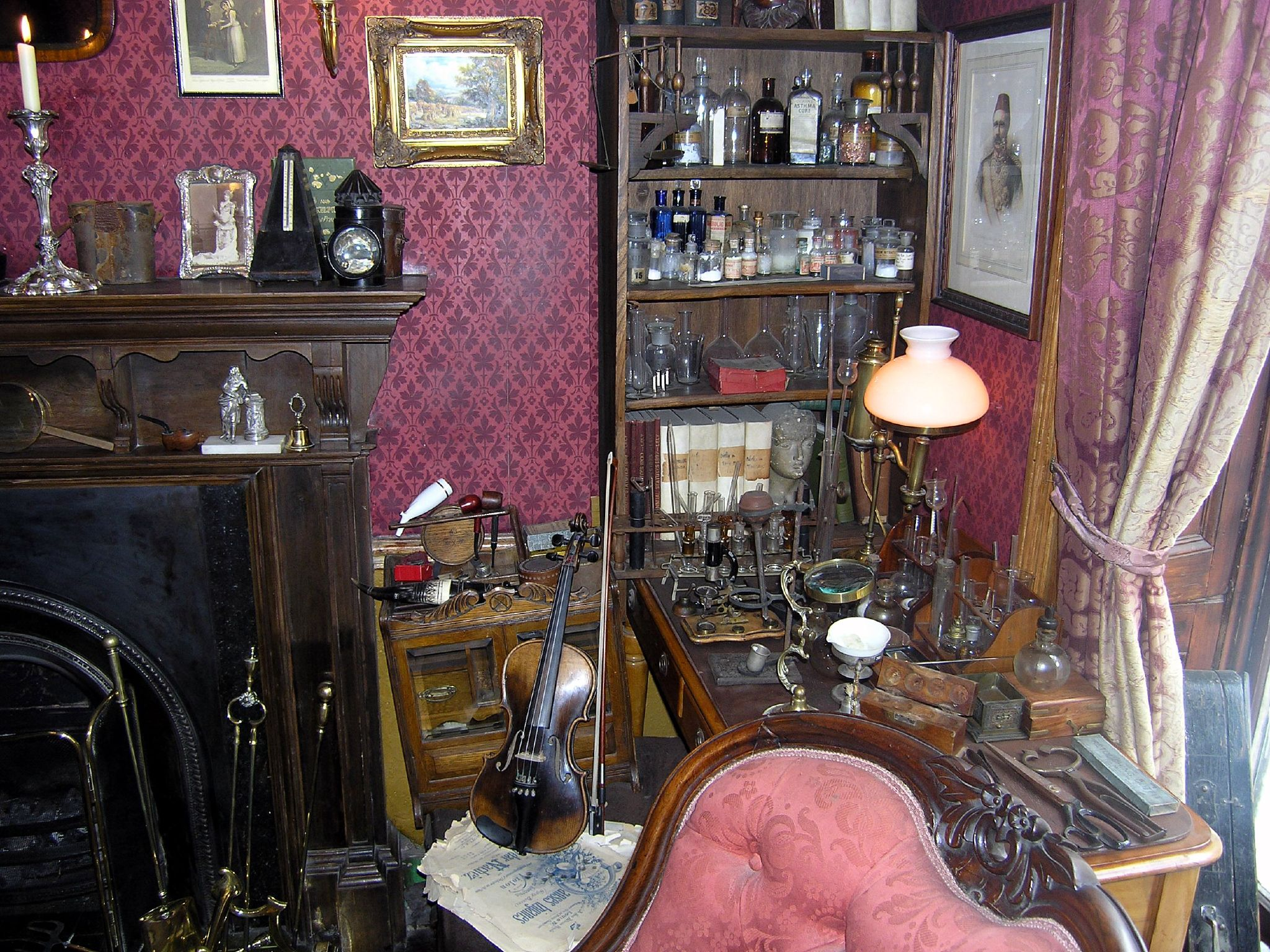
آزمایشگاه شرلوک
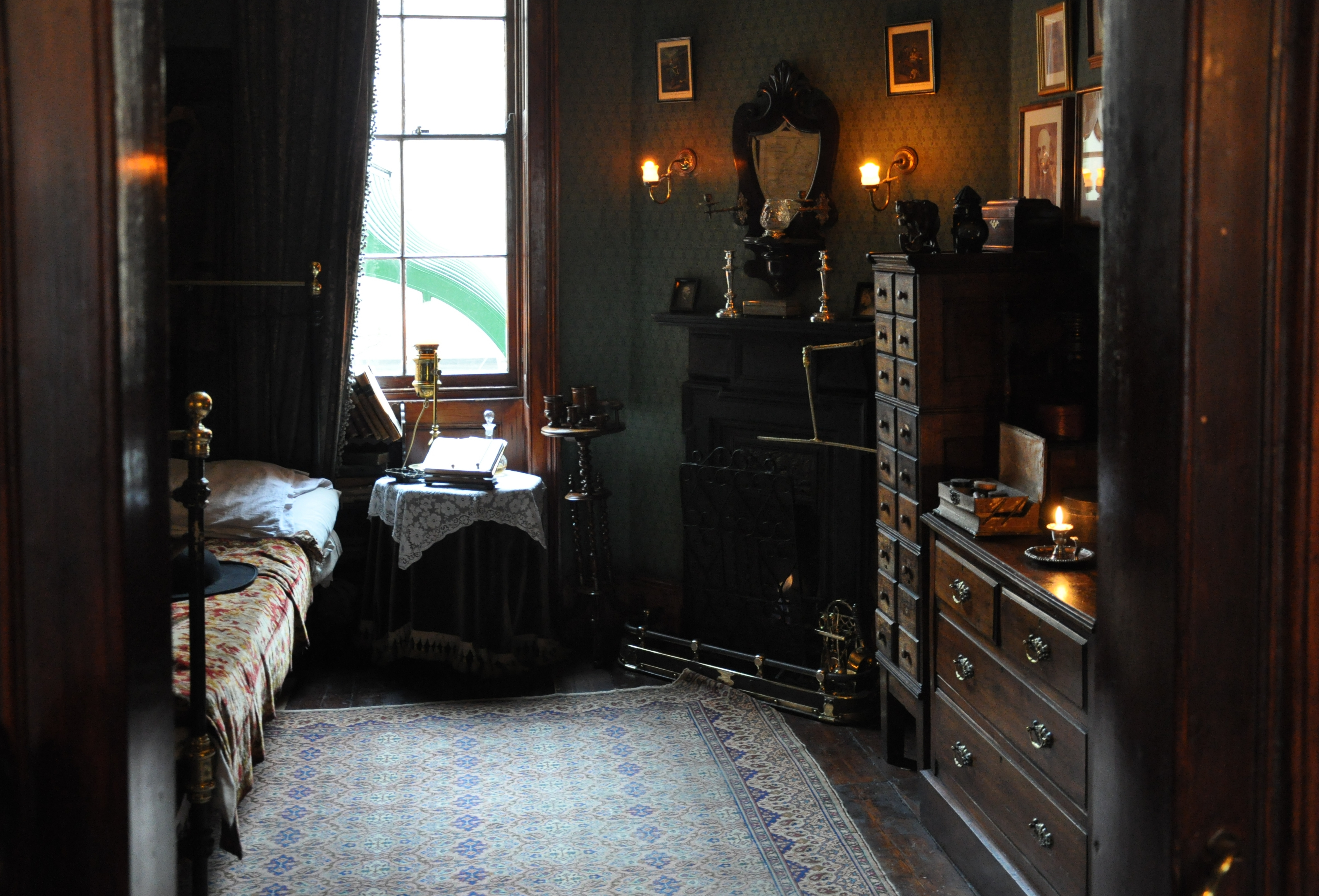
"اتاق خواب هلمز"
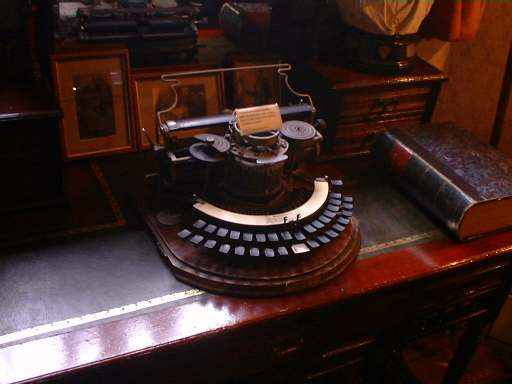
ماشین تحریر در اواخر سده نوزدهم
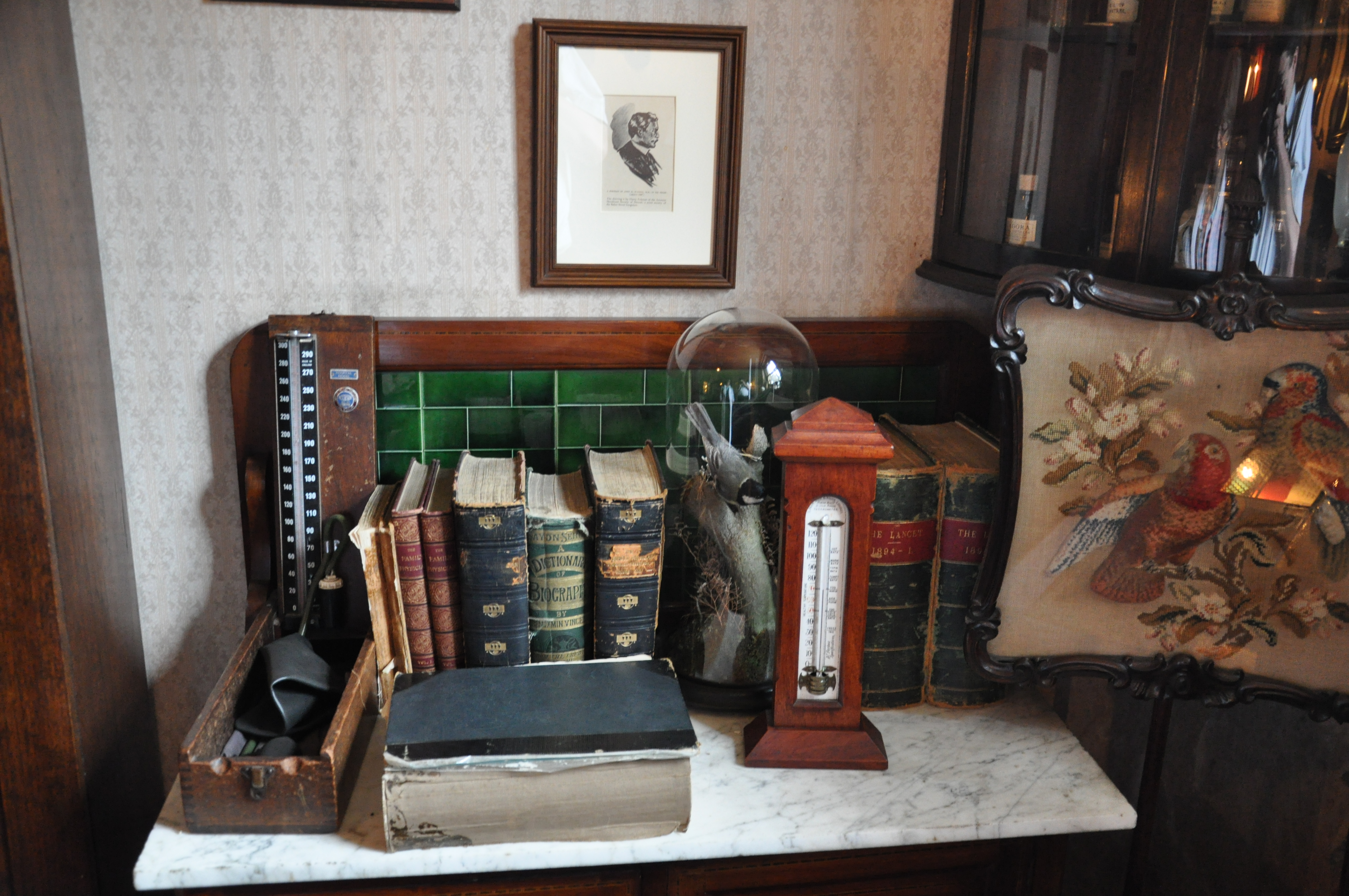
کتاب‌های "اتاق دکتر واتسون"
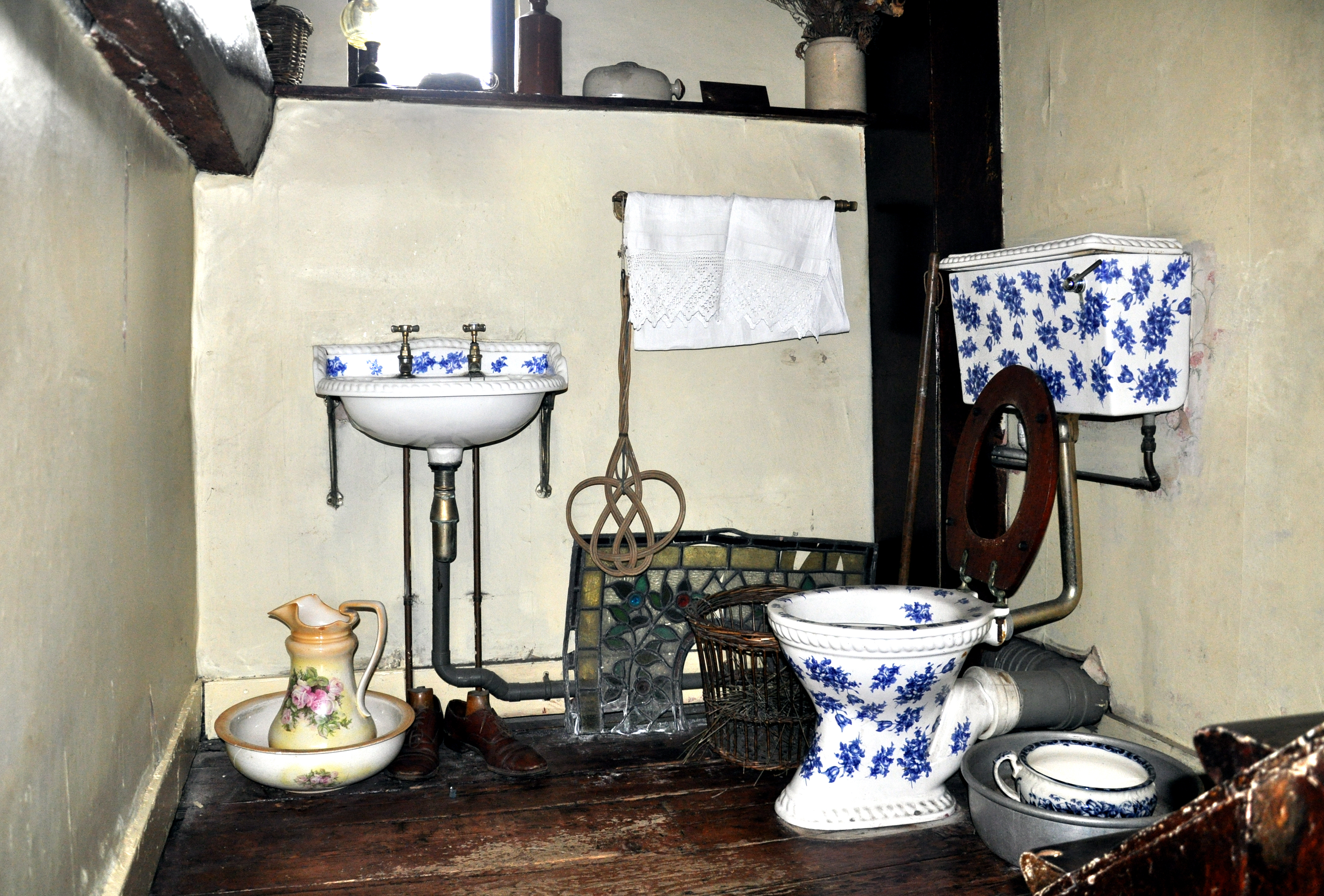
حمام
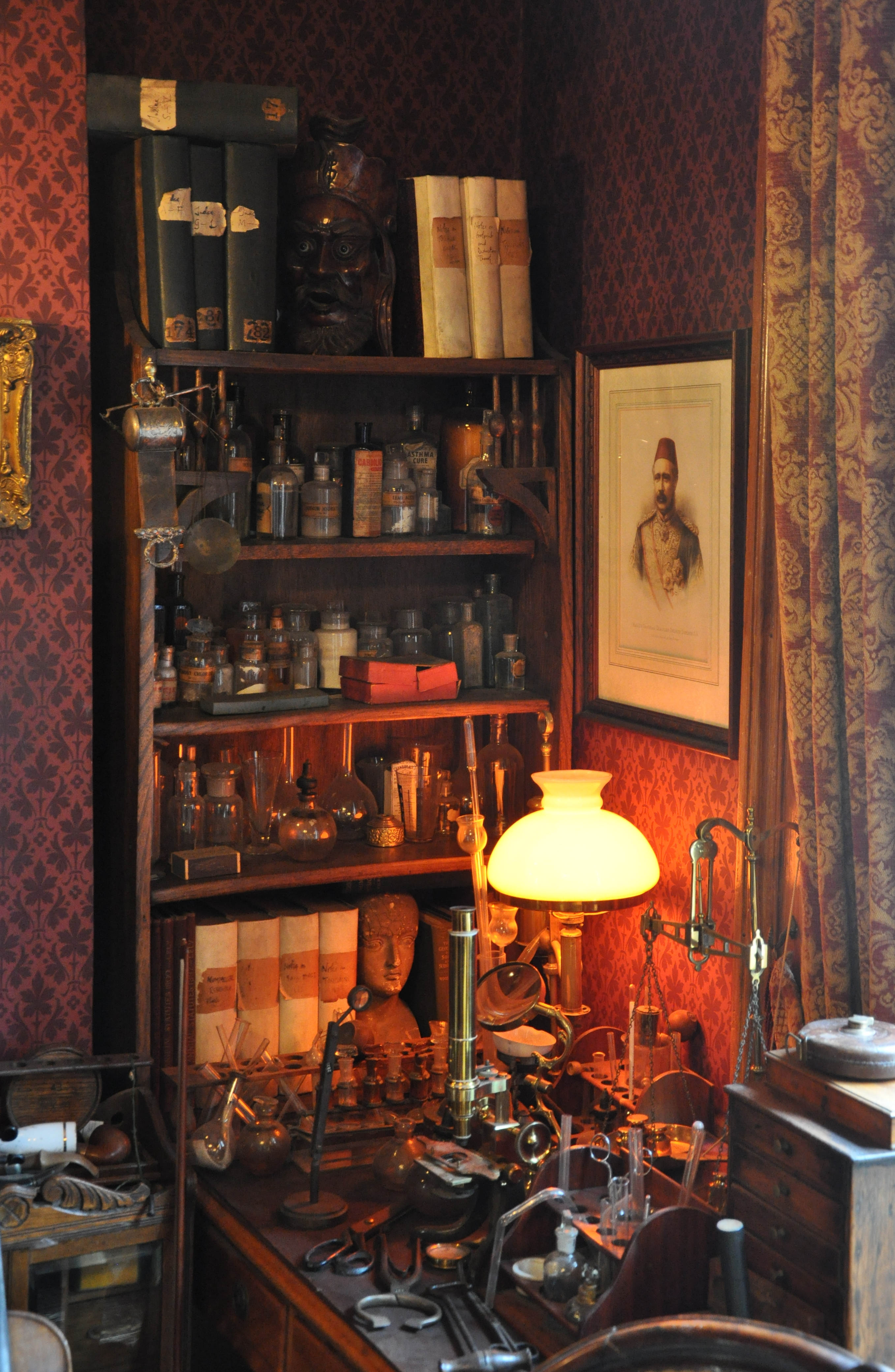
موزه شرلوک هلمز، خیابان بیکر، "مطالعه"
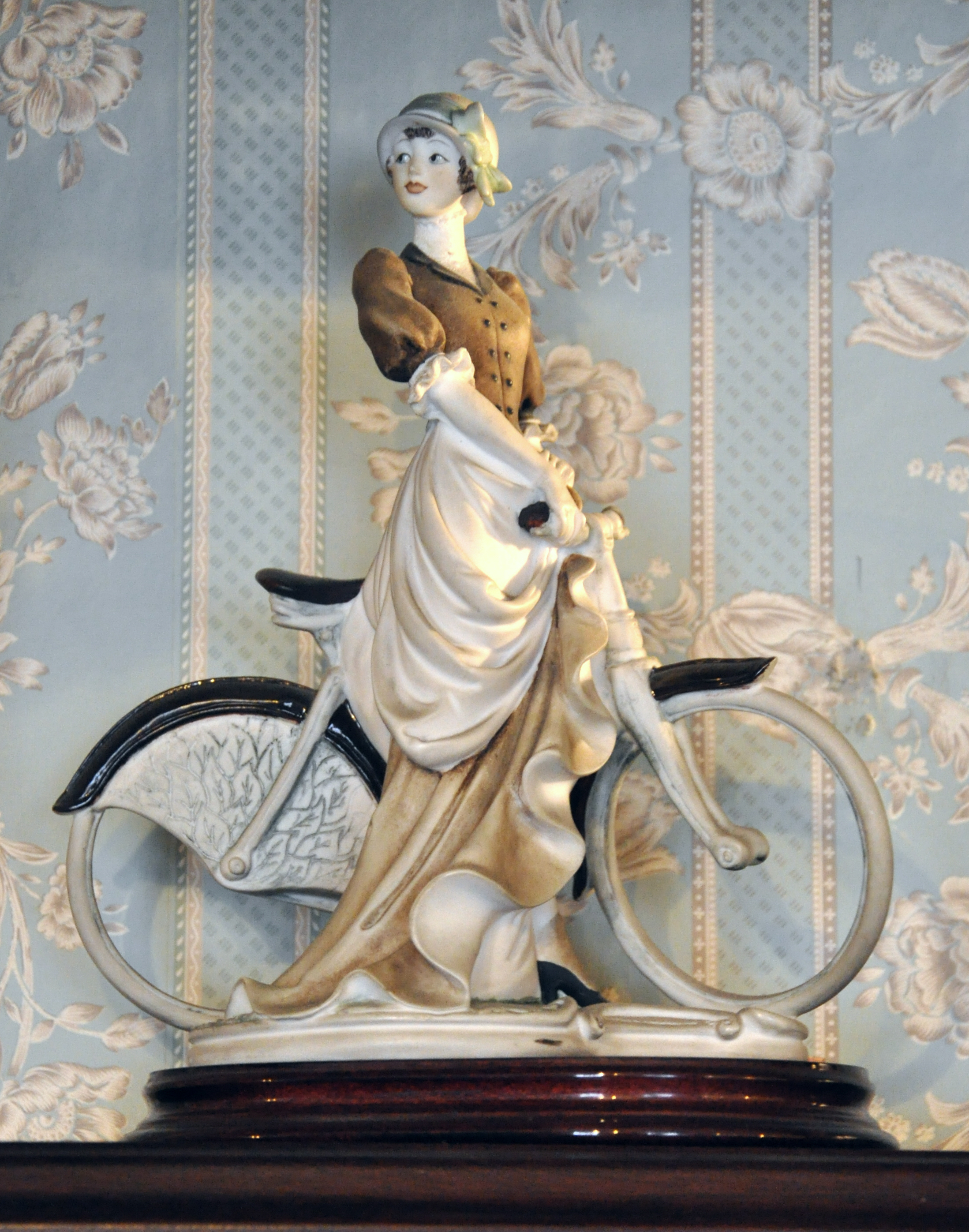
مجسمه دوچرخه سوار، به نمایش گذاشته شده برای نشان دادن داستان کوتاه ماجراجویی دوچرخه‌سوار تک‌رو
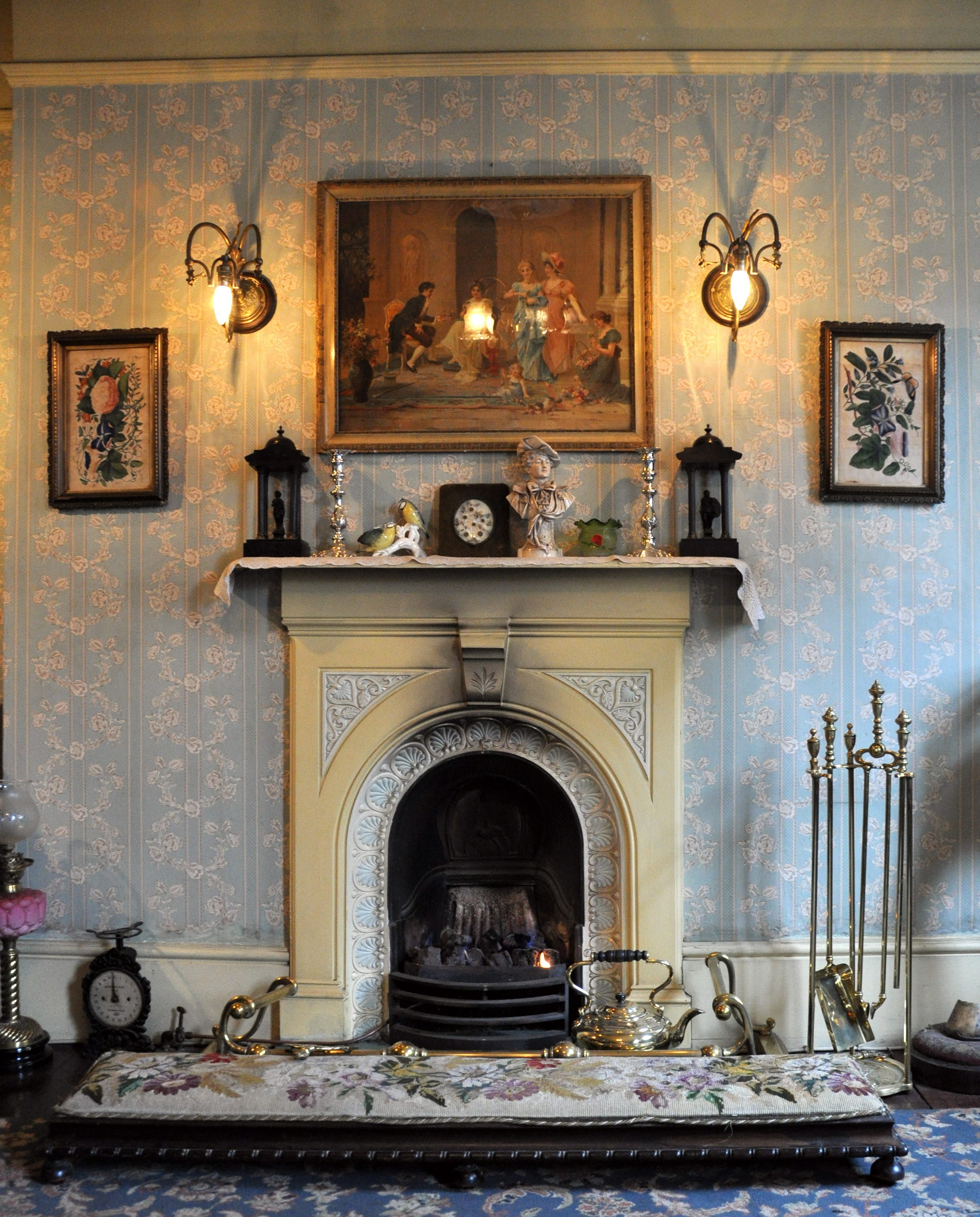
"اتاق خانم هادسون"، شومینه
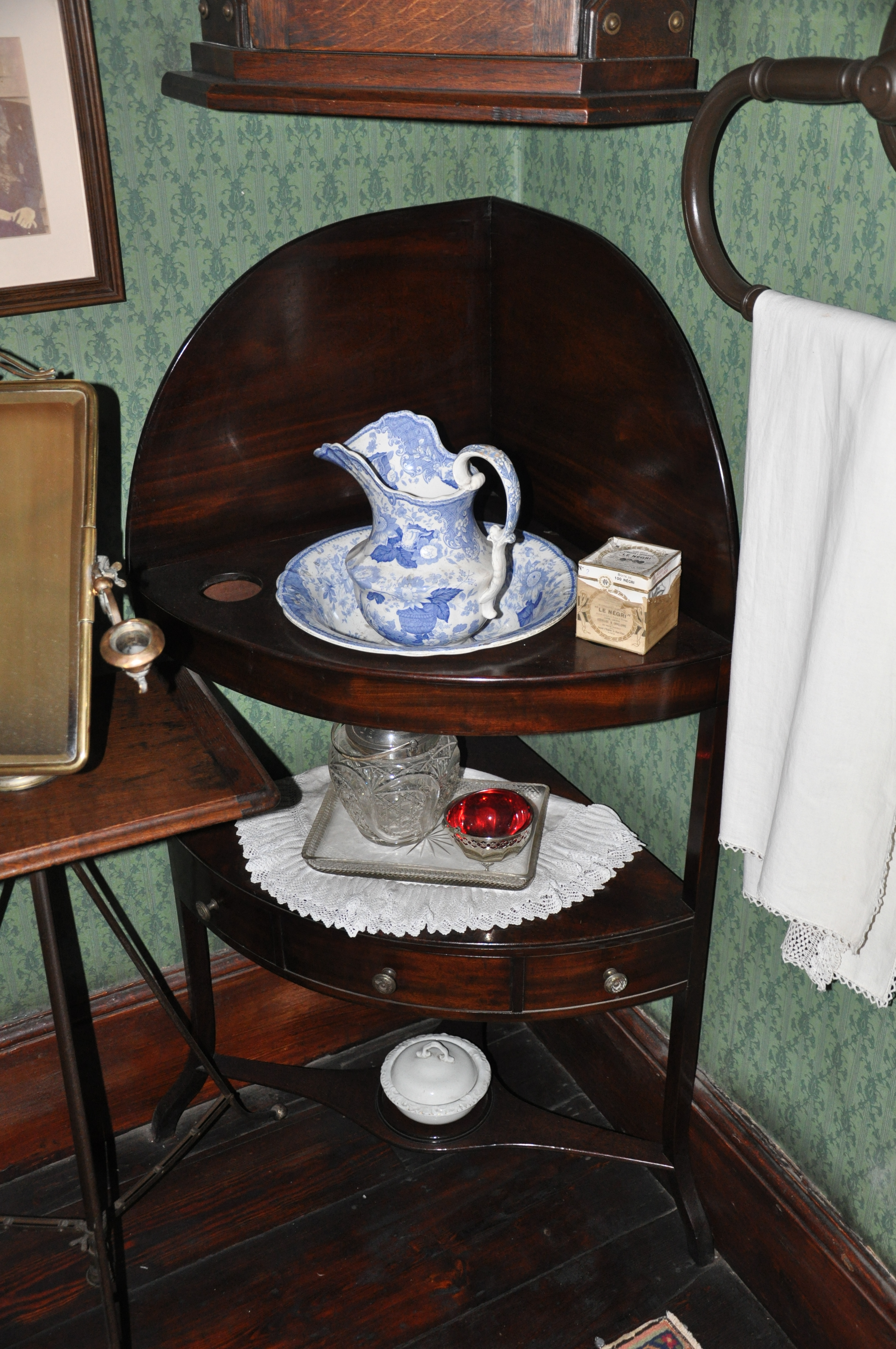
دستشویی "اتاق دکتر واتسون"